# (4836) Medon
(4836) Medon ist ein Asteroid aus der Gruppe der Jupiter-Trojaner. Damit werden Asteroiden bezeichnet, die auf den Lagrange-Punkten auf der Bahn des Jupiter um die Sonne laufen. (4836) Medon wurde am 2. Februar 1989 von der US-amerikanischen Astronomin Carolyn Shoemaker am Palomar-Observatorium entdeckt. Er ist dem Lagrangepunkt L4 zugeordnet.
Der Asteroid ist nach dem mythologischen Krieger Medon benannt, der auf Seiten der Griechen im Trojanischen Krieg kämpfte.